# 弯肠殖盘吸虫
弯肠殖盘吸虫（学名：Cotylophoron sinuointestinum）为同盘科殖盘属的动物。在中国大陆，分布于新疆等地，营寄生生活，宿主绵羊以及寄生于瘤胃。该物种的模式产地在新疆。